# Museo del Axolote y Centro de Conservación de Anfibios
El Museo del Axolote y Centro de Conservación de Anfibios, también conocido como Anfibium, es un museo y centro de investigación, conservación y difusión para el saneamiento de los cuerpos de agua y protección del axolote, especie endémica de México en peligro de extinción. Este espacio se encuentra ubicado en el Zoológico de Chapultepec de la Ciudad de México.

## Historia
La inauguración de Anfibium, Museo del Axolote y Centro de Conservación de anfibios se realizó en el marco de los 100 años del Zoológico de Chapultepec el 21 de enero de 2023. El objetivo del museo es la protección y estudio del ajolote, especie endémica de la cuenca del Valle de México, en particular de Xochimilco.

## Áreas
En el recinto se albergan distintos tipos de anfibios y diferentes especies como ranas, tortugas, salamandras, sapos, tritones, acociles, peces, entre otros. Cuenta con un humedal artificial en su parte exterior, salas de exhibición, talleres educativos,  laboratorios para el estudio y reproducción de esta especie, veterinaria para axolotes, peceras para exhibición de anfibios y peces, tina de exploración interactiva, estanques, zona de microscopios y un mirador.

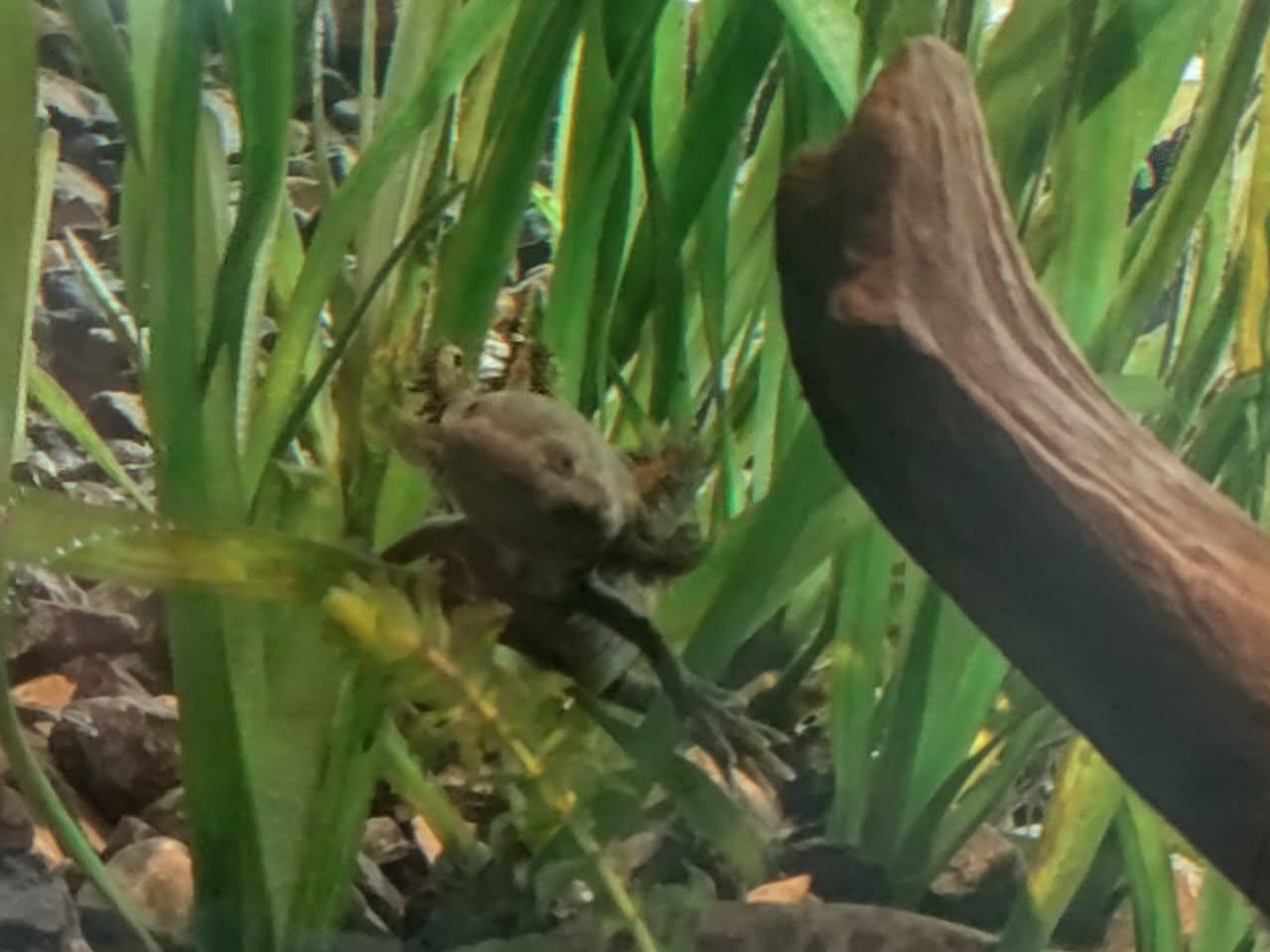
Foto de axolote en Anfibium México.